# Félix Bovet
Félix Bovet, né le 7 novembre 1824 à Neuchâtel et mort le 4 septembre 1903 à Grandchamp, est un théologien, professeur de littérature et directeur de bibliothèque suisse.

## Biographie
Félix Bovet est le fils de Claude-Abram Bovet (1773-1857), négociant en indiennes, et de Louise Bovet (1785-1842). Félix Bovet obtient une licence de l'Académie de Neuchâtel (aujourd'hui Université de Neuchâtel) en 1843 avant de partir étudier le droit puis la théologie à Berlin. Là, il se spécialise dans l'exégèse de l'Ancien Testament et l'archéologie biblique et devient un redoutable hébraïsant. Malgré ses prédispositions pour la chose religieuse et, comme l'écrira Philippe Godet, par refus des "collectivités disciplinées", Félix Bovet renonce à la consécration pastorale. Il s'y prépare cependant et passe les premiers examens avant de renoncer, pris de doute dans sa Foi. Dans sa préface à l’œuvre posthume de Bovet, les Pensées, Philippe Godet affirme que celui-ci ne pouvait se résoudre à se lier à un corps idéologique. Car, s'il est un homme pieux, Félix Bovet tient surtout à rester un homme libre.
Aussi, en 1848, de retour d'Allemagne et bien décidé à ne pas devenir pasteur, Félix Bovet se présente à la succession de César-Henri Monvert à la tête de la bibliothèque de la ville de Neuchâtel, alors fraîchement installée dans le bâtiment du collège latin. Là, il met en place le premier catalogue général de l'institution. En tant que directeur, il endosse aussi la responsabilité des archives de Jean-Jacques Rousseau conservées depuis 1795 par l'institution qu'il dirige désormais. Frappé par leur importance, il liste l'ensemble des manuscrits et des ouvrages conservés à Neuchâtel dans : Bibliographie de J.J. Rousseau. En 1853, il est également le premier éditeur du manuscrit du Discours sur les richesses et, en 1850, il fait connaître au monde des lettres le manuscrit des Confessions conservé à la bibliothèque de Neuchâtel. Cette troisième version du manuscrit de l'autobiographie de Rousseau, la plus ancienne, n'avait jusqu'alors pas été exploitée. Dans Fragments inédits des Confessions de J.-J. Rousseau, Bovet édite la préface dudit manuscrit, préface absente des deux versions ultérieures. Le texte paraît dans la "Revue suisse" dont il dirige la rédaction aux côtés de ses amis Charles Secrétan, Édouard Desor, Henri Jaccottet et Charles Berthoud,.
Après dix années passées à diriger la bibliothèque, Félix Bovet prend le temps de réaliser le grand voyage vers l'Orient dont il rêve depuis toujours. De ce périple il ramène la matière pour Voyage en Terre sainte, publié quelques années plus tard et qui, traduit en cinq langues, sera constamment réédité. Le retour à Neuchâtel est difficile et, en 1859, Félix Bovet démissionne du poste de directeur de la bibliothèque de la ville. La même année, il épouse Hélène Bovet, fille de son cousin, et prend la direction des établissements éducatifs installés par ses beaux-parents à Grandchamp, sur le territoire de la commune de Boudry. Il veut y appliquer le modèle éducatif des Frères moraves.
Sous la direction de Félix Bovet, l'établissement de Grandchamp est brièvement le lieu de rencontre clandestin des salutistes neuchâtelois. En effet, au nom de la liberté religieuse, Félix Bovet décide d'y accueillir ceux que l'on chasse ailleurs. C'est à Grandchamp encore que s'ouvre, sous l'impulsion de Jules Paroz soutenu par le maître de céans, la première école normale du canton de Neuchâtel, (plus tard réinstallée à Peseux). Si, en 1859, en quittant la bibliothèque de la ville, Félix Bovet projetait de se consacrer pleinement à l'orphelinat de Grandchamp et à la rédaction d'une suite à son Voyage en Terre sainte, il est rapidement rattrapé par sa notoriété. En effet, dès 1860, il est appelé pour enseigner la littérature française aux Auditoires de Neuchâtel. À la suite de quoi, dès 1866 et jusqu'en 1873, il enseigne l'hébreu et l'Ancien Testament au sein de la faculté de théologie de la classe des pasteurs. Sa stature d'éminent hébraïsant l'amène également à être recruté par Frédéric Godet pour participer, aux côtés d'Augustin Gretillat, de Paul de Coulon et de Charles Monvert, au vaste chantier de La Bible annotée (Neuchâtel : Attinger Frères, 1881-1898). Nouvelle traduction à partir des textes hébreux et grecs, La Bible annotée propose à ses lecteurs un appareil critique et historique. Homme de foi mais aussi de conviction, Félix Bovet se rend aussi à plusieurs congrès de l'Alliance évangélique ainsi qu'aux congrès abolitionnistes.
Parfois comparé à Henri-Frédéric Amiel, les commentateurs de Félix Bovet que sont Samuel Berthoud et Philippe Godet louent sa conception libérale de la Foi ainsi que son anti dogmatisme. Si sa mémoire est restée vive, c'est aussi grâce à son fils Pierre, pédagogue, et son neveu Paul Bovet, pasteur, qui, au travers de manifestations anniversaires, firent vivre l’œuvre de leur père et oncle. Ils permettent aussi la publication posthume des écrits autobiographiques inédits de Félix Bovet : Lettres de jeunesse, Lettres de Grandchamp et d'ailleurs et, bien sûr, Pensées.

## Publications
- Félix Bovet, Armorial neuchâtelois, Berne; Neuchâtel, F.-L. Davoine, 1857
- Félix Bovet, Le Comte de Zinzendorf, Paris; Genève, Grassart; E. Béroud, 1860
- Jean-Jacques Rousseau et Félix Bovet (Éditeur), Discours sur les richesses, par J.-J. Rousseau, publié pour la première fois par Félix Bovet, Paris, C. Reinwald, 1853
- Félix Bovet, Histoire du psautier des Églises réformées, Neuchâtel; Paris, J. Sandoz; Grassart, 1872
- Félix Bovet, « Irénique et polémique », Revue chrétienne, Dole, Impr. de Blind-Franck,‎ 1891
- Félix Bovet, Lettres de jeunesse, Paris, Fischbacher, 1906
- Félix Bovet, Lettres de Grandchamp et d'ailleurs, Neuchâtel, Éditions La Baconnière, 1934
- Félix Bovet (préf. Philippe Godet), Pensées, St-Blaise, Foyer solidariste, 1909 (lire en ligne)
- Félix Bovet, Psaumes des Maaloth, essai d'explication, Paris, Fischbacher, 1889
- Félix Bovet, Voyage en Terre sainte, Neuchâtel; Paris, L. Meyer; Grassart, 1861 (lire en ligne)

## Hommages

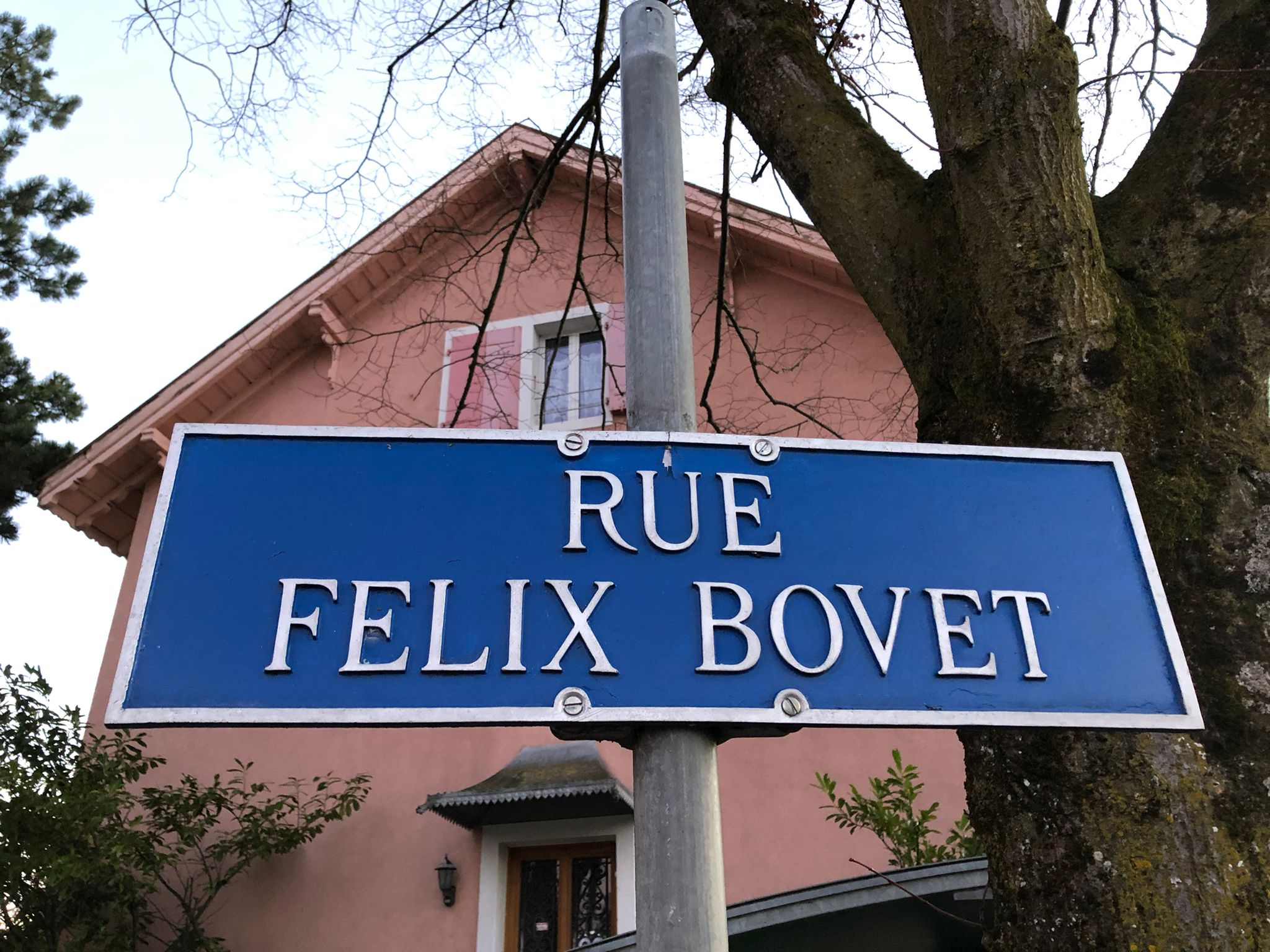
Rue Félix Bovet à Areuse (commune de Boudry)

La salle de lecture de la Bibliothèque publique et universitaire de Neuchâtel, que Félix Bovet a dirigé entre 1848 et 1859, porte le nom de son ancien directeur.
La commune de Boudry a rendu hommage à l'homme qui fit rayonner Grandchamp en baptisant de son nom la rue qui mène à l'ancien complexe éducatif.